# Grésy-sur-Isère
Pour les articles homonymes, voir Grésy.
Grésy-sur-Isère est une commune française située dans le département de la Savoie, en région Auvergne-Rhône-Alpes.

## Géographie

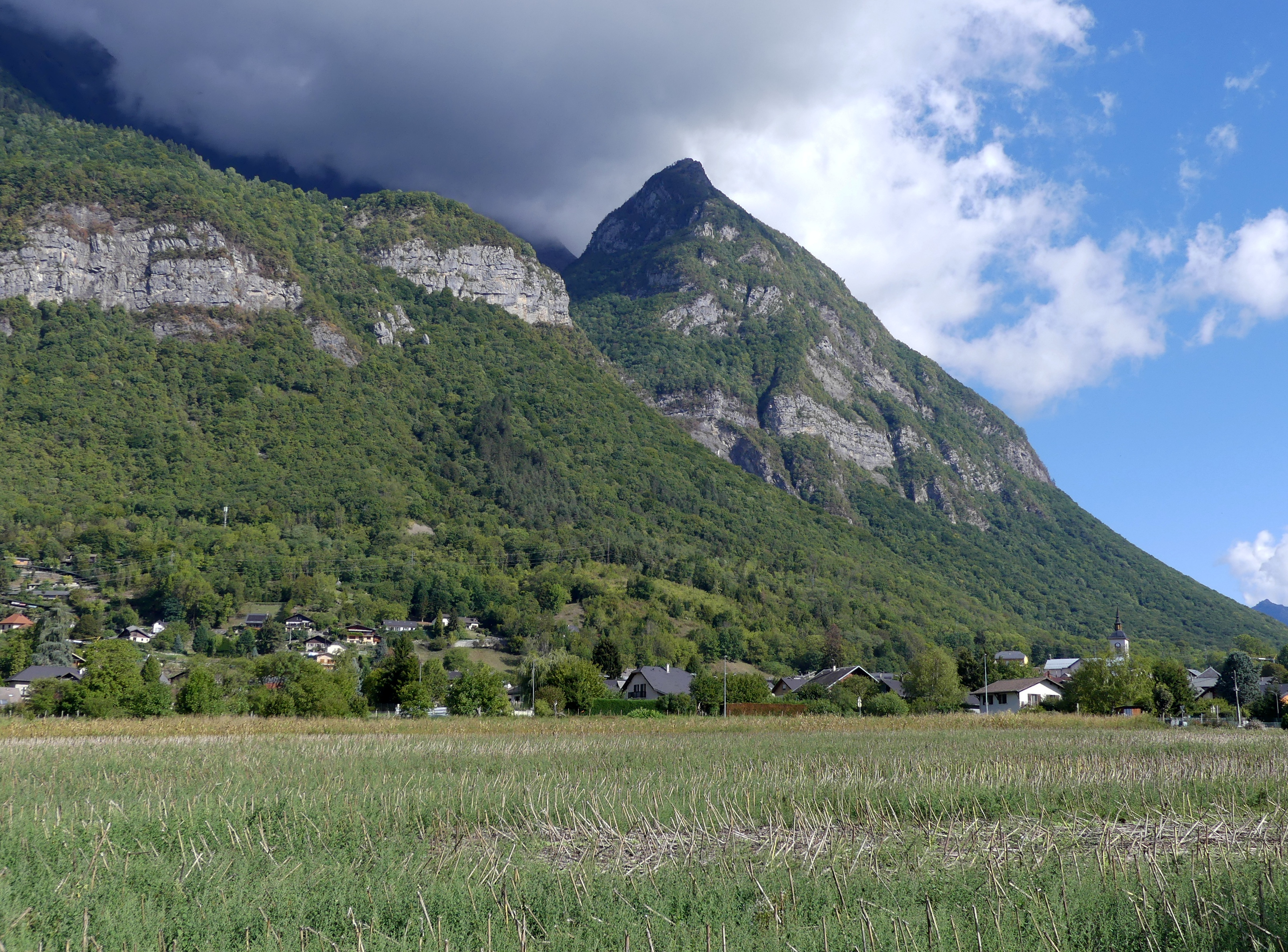
La commune au pied des Bauges.

La commune est située sur le flanc sud-oriental du massif des Bauges dans la combe de Savoie, entre Saint-Pierre-d'Albigny et Albertville. La moitié nord de la commune est de ce fait située sur les pentes du massif jusqu'au sommet de la pointe des Arces (2 076 m) tandis que la moitié sud est située dans la plaine jusqu'à la rive droite de l'Isère.
La commune comprend un plan d'eau, le lac de Grésy-sur-Isère, ainsi que le ruisseau de la Bialle.

### Voies de communication et transport
Grésy-sur-Isère est traversé par la Route départementale 201 reliant Chambéry à Albertville et est l'origine de la Route départementale 222 entre le chef-lieu et la RD 1090.
La commune voit en outre passer sur son territoire la ligne de Saint-Pierre-d'Albigny à Bourg-Saint-Maurice, ligne à voie unique électrifiée aussi appelée « ligne de la Tarentaise ». Elle est desservie par des TER Auvergne-Rhône-Alpes avec la gare de Grésy-sur-Isère.

### Communes limitrophes
Grésy-sur-Isère est limitrophe de 4 communes : École (située dans le massif des Bauges), Montailleur, Aiton et Fréterive.
| Fréterive | École           | Montailleur |
| Fréterive | Grésy-sur-Isère | Montailleur |
| Aiton     | Aiton           | Aiton       |

### Climat
Pour des articles plus généraux, voir Climat d'Auvergne-Rhône-Alpes et Climat de la Savoie.
En 2010, le climat de la commune est de type climat des marges montargnardes, selon une étude du Centre national de la recherche scientifique s'appuyant sur une série de données couvrant la période 1971-2000. En 2020, Météo-France publie une typologie des climats de la France métropolitaine dans laquelle la commune est exposée à un climat de montagne ou de marges de montagne et est dans la région climatique Alpes du nord, caractérisée par une pluviométrie annuelle de 1 200 à 1 500 mm, irrégulièrement répartie en été.
Pour la période 1971-2000, la température annuelle moyenne est de 11,1 °C, avec une amplitude thermique annuelle de 18,8 °C. Le cumul annuel moyen de précipitations est de 1 376 mm, avec 10 jours de précipitations en janvier et 9,1 jours en juillet. Pour la période 1991-2020, la température moyenne annuelle observée sur la station météorologique de Météo-France la plus proche, « Gilly sur Isère », sur la commune de Gilly-sur-Isère à 10 km à vol d'oiseau, est de 11,4 °C et le cumul annuel moyen de précipitations est de 1 353,7 mm,. Pour l'avenir, les paramètres climatiques de la commune estimés pour 2050 selon différents scénarios d'émission de gaz à effet de serre sont consultables sur un site dédié publié par Météo-France en novembre 2022.

## Urbanisme

### Typologie
Au 1er janvier 2024, Grésy-sur-Isère est catégorisée bourg rural, selon la nouvelle grille communale de densité à sept niveaux définie par l'Insee en 2022.
Elle est située hors unité urbaine. Par ailleurs la commune fait partie de l'aire d'attraction d'Albertville, dont elle est une commune de la couronne,. Cette aire, qui regroupe 30 communes, est catégorisée dans les aires de 50 000 à moins de 200 000 habitants,.

### Occupation des sols
L'occupation des sols de la commune, telle qu'elle ressort de la base de données européenne d’occupation biophysique des sols Corine Land Cover (CLC), est marquée par l'importance des forêts et milieux semi-naturels (51,6 % en 2018), une proportion sensiblement équivalente à celle de 1990 (51,7 %). La répartition détaillée en 2018 est la suivante : 
forêts (41,4 %), terres arables (28,3 %), espaces ouverts, sans ou avec peu de végétation (9,9 %), zones agricoles hétérogènes (9,7 %), zones urbanisées (7,6 %), espaces verts artificialisés, non agricoles (2,7 %), milieux à végétation arbustive et/ou herbacée (0,2 %), eaux continentales (0,1 %).
L'IGN met par ailleurs à disposition un outil en ligne permettant de comparer l’évolution dans le temps de l’occupation des sols de la commune (ou de territoires à des échelles différentes). Plusieurs époques sont accessibles sous forme de cartes ou photos aériennes : la carte de Cassini (XVIIIe siècle), la carte d'état-major (1820-1866) et la période actuelle (1950 à aujourd'hui).

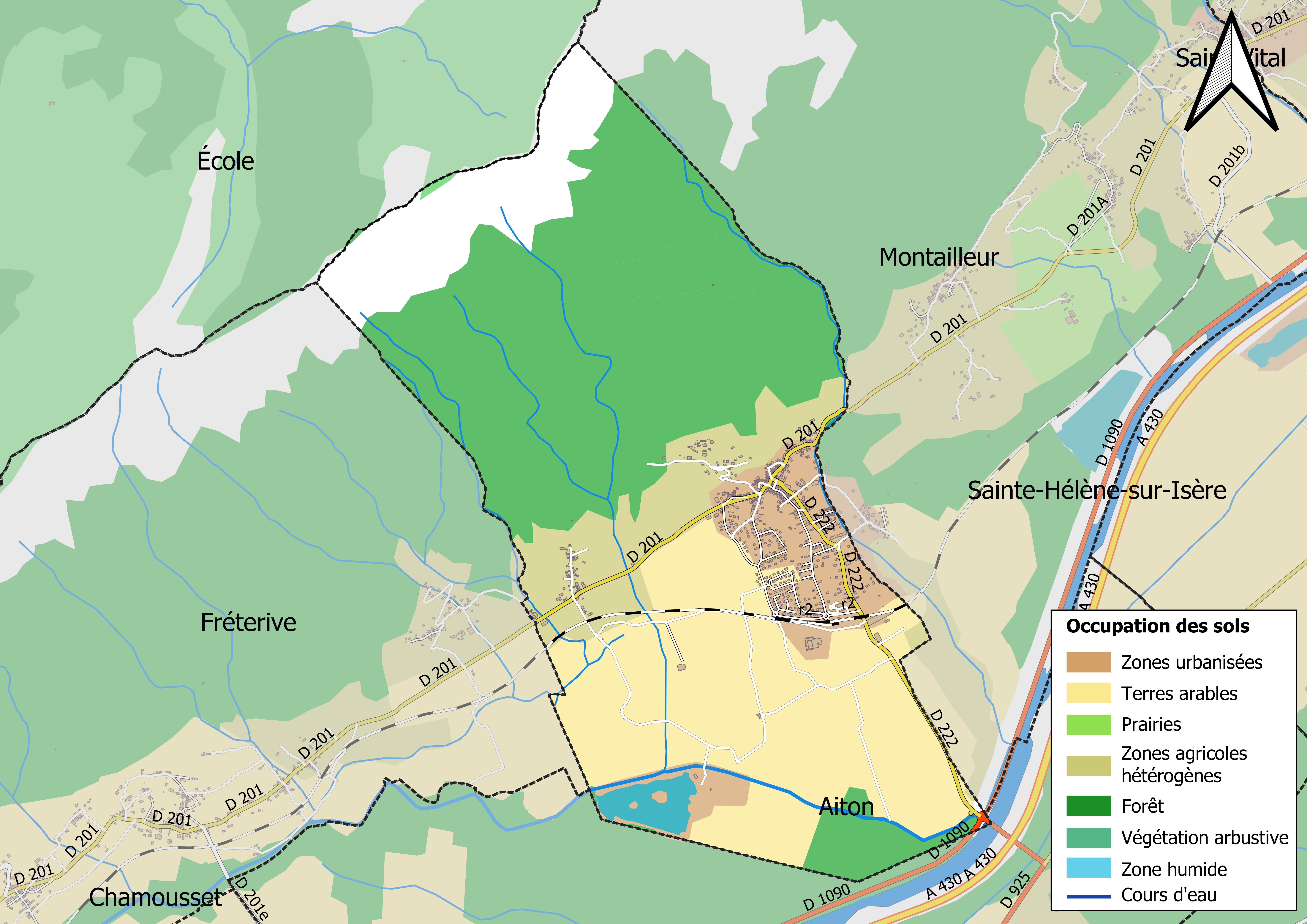
Carte des infrastructures et de l'occupation des sols en 2018 (CLC) de la commune.
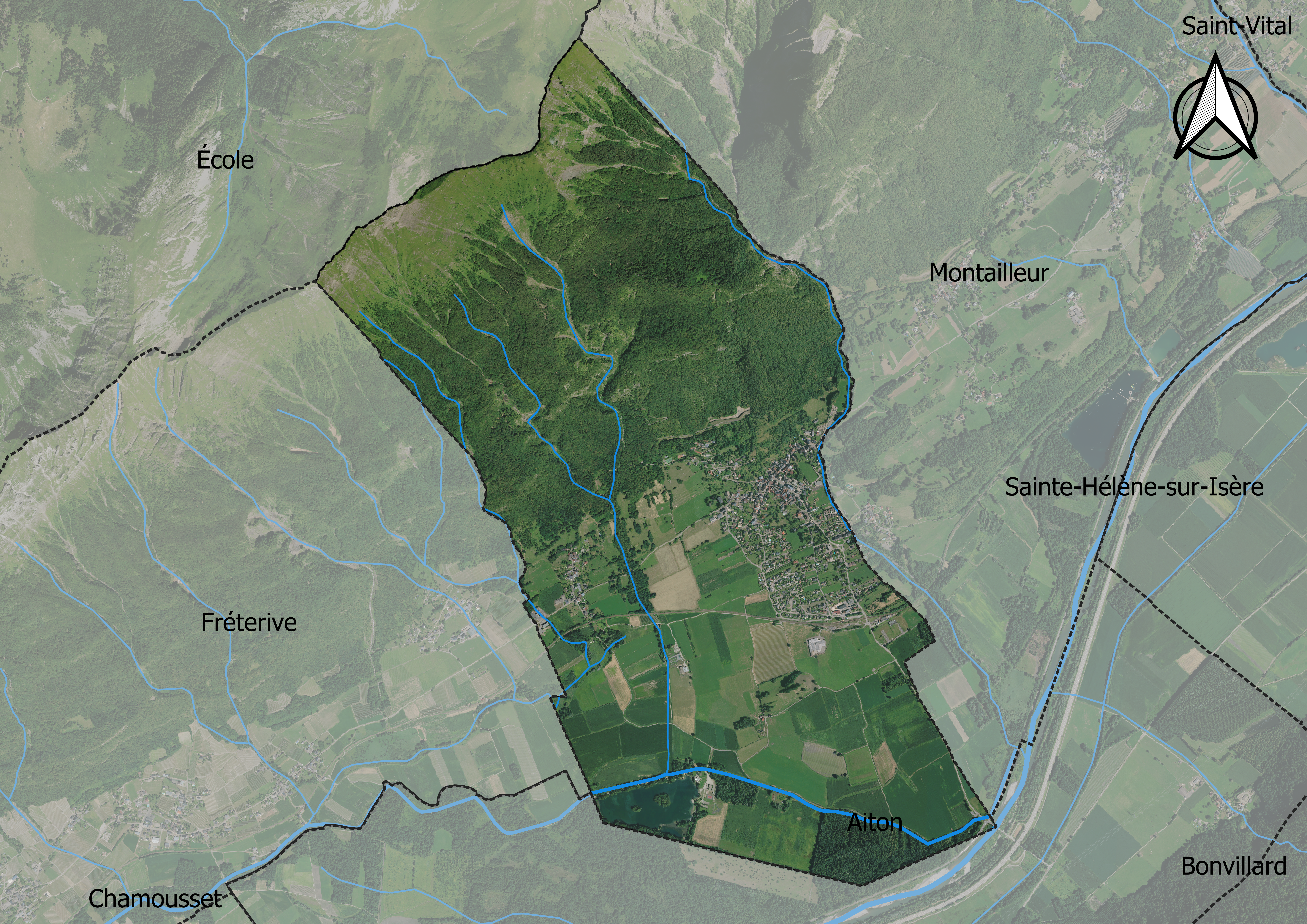
Carte orthophotogrammétrique de la commune.

## Toponymie
Le nom de Grésy remonte à l'époque romaine et vient du latin Gratiacum qui signifie « domaine de Gratius ».

## Histoire
Des traces de vie datant de l'époque du néolithique ont été retrouvées. 
Le village de Grésy-sur-Isère date de l'époque romaine. 
L'un des grands patrimoines de ce village est son ancienne église qui date également de l'époque romaine : des billes en terre ainsi que de nombreux restes humains y ont été retrouvés. Depuis peu, un abri en matériaux modernes la protège des intempéries.
Quant au château vicomtal de Grésy, dont il ne reste aucun vestige visible, il fut le centre de la seigneurie de Grésy.
La famille Cisa Asinari di Gresy domiciliée à Pignerol puis à Turin portait le titre de baron puis de marquis de Grésy. Cette famille descend de Giovanni Battista Guaragno riche marchand à Chambéry au XVIe siècle, dont l'épouse chambérienne était née Jeannette Cise.[réf. nécessaire]

## Politique et administration

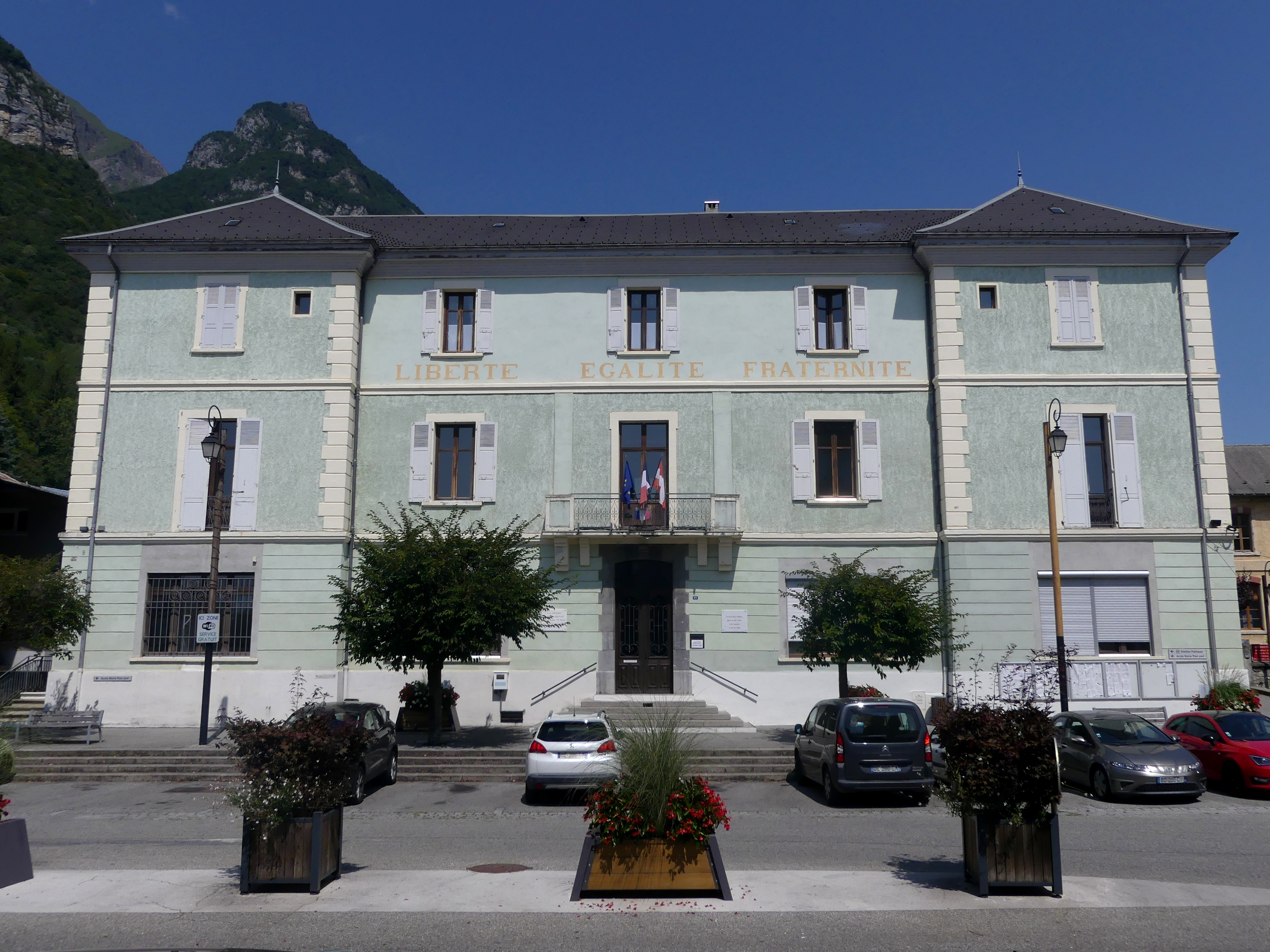
Mairie de Grésy-sur-Isère.

### Liste des maires
| Période                                  | Période       | Identité          | Étiquette | Qualité                                |
| ---------------------------------------- | ------------- | ----------------- | --------- | -------------------------------------- |
| Les données manquantes sont à compléter. |               |                   |           |                                        |
| mai 1945                                 | novembre 1947 | René Trepier      |           | Vice-président du Comité de Libération |
| novembre 1947                            | 1962          | Louis Blondin     |           |                                        |
| 1962                                     | 1977          | Jean Ballaz       |           |                                        |
| 1977                                     | 1978          | Pierre Vergnay    |           |                                        |
| 1978                                     | 1986          | Jacques Gonnard   |           |                                        |
| 1986                                     | 1989          | Jean-Louis Rosset |           |                                        |
| 1989                                     | 1991          | Marc Verzotti     |           |                                        |
| Mars 1991                                | Octobre 2006  | Pierre Bonnet     |           |                                        |
| décembre 2006                            | mars 2008     | Michel Viallet    | PS        |                                        |
| mars 2008                                | 2014          | François Gaudin   |           |                                        |
| mars 2014                                | 2020          | François Gaudin   |           |                                        |
| mars 2020                                | 2026          | François Gaudin   |           |                                        |

## Démographie
L'évolution du nombre d'habitants est connue à travers les recensements de la population effectués dans la commune depuis 1793. Pour les communes de moins de 10 000 habitants, une enquête de recensement portant sur toute la population est réalisée tous les cinq ans, les populations de référence des années intermédiaires étant quant à elles estimées par interpolation ou extrapolation. Pour la commune, le premier recensement exhaustif entrant dans le cadre du nouveau dispositif a été réalisé en 2005.

En 2022, la commune comptait 1 197 habitants, en évolution de −4,09 % par rapport à 2016 (Savoie : +3,63 %, France hors Mayotte : +2,11 %).
| 1793 | 1800  | 1806  | 1822  | 1838  | 1848  | 1858  | 1861  | 1866  |
| ---- | ----- | ----- | ----- | ----- | ----- | ----- | ----- | ----- |
| 926  | 1 061 | 1 176 | 1 401 | 1 486 | 1 472 | 1 464 | 1 472 | 1 463 |

| 1872  | 1876  | 1881  | 1886  | 1891  | 1896  | 1901 | 1906 | 1911 |
| ----- | ----- | ----- | ----- | ----- | ----- | ---- | ---- | ---- |
| 1 448 | 1 447 | 1 418 | 1 405 | 1 144 | 1 062 | 953  | 912  | 822  |

| 1921 | 1926 | 1931 | 1936 | 1946 | 1954 | 1962 | 1968 | 1975 |
| ---- | ---- | ---- | ---- | ---- | ---- | ---- | ---- | ---- |
| 721  | 708  | 713  | 725  | 655  | 632  | 593  | 611  | 626  |

| 1982 | 1990 | 1999  | 2005  | 2006  | 2010  | 2015  | 2020  | 2022  |
| ---- | ---- | ----- | ----- | ----- | ----- | ----- | ----- | ----- |
| 587  | 890  | 1 043 | 1 200 | 1 216 | 1 261 | 1 242 | 1 202 | 1 197 |

## Culture locale et patrimoine

### Lieux et monuments

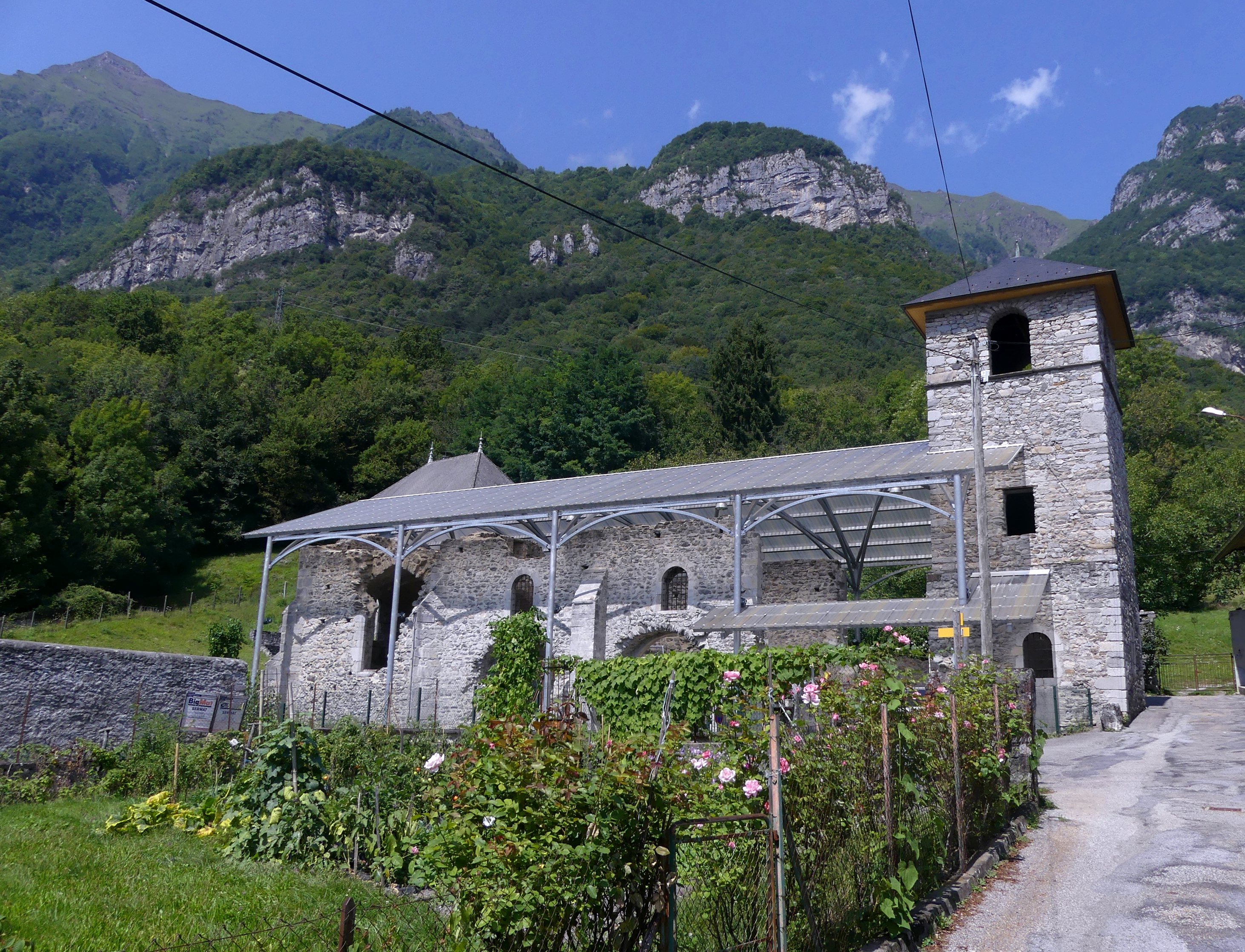
Ancienne église Saint-Pierre-aux-Liens.

- Ancienne église Saint-Pierre-aux-liens, surnommée « La belle endormie »[17].
- Maison Pajean, ancienne maison des gardes du château.
- Tour de Pacoret ; aujourd'hui c'est un hôtel-restaurant.
- Écomusée des Coteaux du Salins : un écomusée où la vie d'autrefois se montre dans une quinzaine de petits sartots édifiés à flanc de coteau : école, fruitière, laiterie, forge, cave, moulin... Des machines-outils, des tracteurs et un musée du sapeur-pompier complètent l'ensemble.

Depuis plusieurs années, l'écomusée propose des animations thématiques adaptées aux saisons : le mois du livre savoyard, le tour du monde en 300 crèches, la folie des œufs, le vrombissement des moteurs, etc.
- Maison du poète Jean-Pierre Veyrat

### Personnalités liées à la commune
- Jean-Pierre Veyrat (1810-1844), poète savoyard.